# Булгарин, Фаддей Венедиктович
Фадде́й Венеди́ктович Булга́рин (при рождении Ян Тадеуш Кшиштоф Булгарин, пол. Jan Tadeusz Krzysztof Bułharyn; 24 июня [5 июля] 1789, имение Пырашево, Минское воеводство, Великое княжество Литовское — 1 [13] сентября 1859, имение Карлово, Дерптский уезд, Лифляндская губерния) — русский писатель, журналист, литературный критик и издатель. Капитан наполеоновской армии, кавалер ордена Почётного легиона Франции, действительный статский советник; «герой» многочисленных эпиграмм Пушкина, Вяземского, Баратынского, Лермонтова, Некрасова и многих других.
Основоположник жанров авантюрного плутовского романа, фантастического романа в русской литературе, автор фельетонов и нравоописательных очерков, издатель первого в России театрального альманаха. Его романы, в которых он выступал как идеолог российской буржуазии, при жизни автора были переведены на французский, немецкий, английский, испанский, итальянский, нидерландский, шведский, польский, чешский языки.

## Происхождение
Семья Булгариных происходит из шляхты Великого княжества Литовского Речи Посполитой, его родителями были униаты Венедикт Булгарин и Анеля Бучинская, представительница герба «Стремя». Один из его предков по матери, Ян Бучинский, был ближайшим сподвижником и канцлером Лжедмитрия I. Полная фамилия по отцу — Скандербек-Булгар; по семейному преданию, предком был национальный герой XV столетия Скандербег, княжеского происхождения из ассимилировавшихся среди болгар албанцев. Булгарин настаивал на том, что предки его происходили
из славянского племени булгар, и переселились, вероятно, вследствие внутренних замешательств края, на Русь Белую... предки мои, в древности, назывались "Скандербеками"... "Булгарин" было только прозвание, для означения прежнего отечества…
Не исключено, что среди своих предков Булгарин видел и поволжских булгар.
Польский геральдист Северин Уруский в своём гербовнике упоминает также и другую версию происхождения, по которой предками Булгариных были липки — белорусские татары. Его коллега, Адам Бонецкий, заявлял, что Булгарины ранее жили на Волыни, упоминая на 1543 год некого Стефана Булгарина, но в то же время не приводя прямых документальных свидетельств его кровного родства с предками Фаддея.
Польский литератор Осип Пшецлавский, хорошо знавший Булгарина, считал его белорусом. Сам Булгарин называл себя литвином в значении «выходец из Великого княжества Литовского» (аналог современного «белорус»). Высоко отзывался Фаддей о белорусском языке и его статусе:
Тот язык, который я называю белорусским, польские историки и филологи называют руським. Этот ь после буквы с составляет у них разницу между народом и языком руським и русским, или литовским. Но в существе, наречие, которым писались дипломатические акты в Литве: белорусское.
Белорусы имеют свое собственное наречие, которое некогда называлось руським языком, и этим языком говорили по всей западной Руси и князья, и бояре, и шляхта, и крестьяне, и этот язык был письменный. Этим языком написаны Литовский статут и все акты В.[еликого] Княжества Литовского, на этом языке писали и стихами и прозою, этим языком белорусские крестьяне, мещане и однодворцы говорят и поныне, распевают на нем свои народные песни.
В письме А. X. Бенкендорфу Булгарин называет себя «природным поляком»; поляком его было принято считать и в дореволюционной российской историографии. Советская же историография заменила это национальное определение на классовое, причисляя семью Булгарина к польской шляхте. Современная российская историография считает, что Булгарин родом из белорусской шляхты.

## Биография

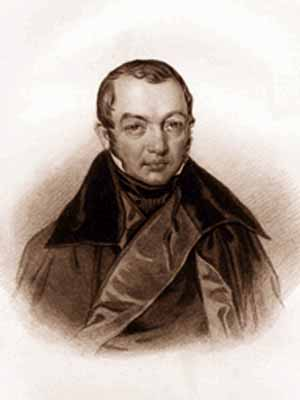
Портрет Булгарина из ЭСБЕ

Родился 5 июля 1789 года в имении Пырашево (Минское воеводство, Великое княжество Литовское) (ныне — Узденский район Минской области), которое находилось во владении Булгариных с XVI века.
Отец, ярый республиканец, дал сыну имя в честь Тадеуша Костюшко. По одним сведениям, он впоследствии участвовал в восстании 1794 года и был сослан в Сибирь за убийство русского генерала Воронова; по другим — только подозревался в участии в освободительном движении и был арестован в 1796 году, но освобождён уже в начале 1797 года.
Детство Булгарина прошло в имениях Маковищи недалеко от Глуска, Высокое в Оршанском уезде, Русановичи Минского уезда, Минске и Несвиже, откуда мать отвезла сына в Санкт-Петербург, где он в 1798—1806 годах учился в Сухопутном шляхетском кадетском корпусе. Плохо знал русский язык и в первое время учился с трудом и подвергался насмешкам со стороны кадетов, но постепенно прижился в корпусе, под влиянием корпусных литературных традиций стал сочинять басни и сатиры, а впоследствии написал очень лестный отзыв о своём учителе истории Г. В. Геракове.
В 1806 году был выпущен корнетом в Уланский великого князя Константина Павловича полк и сразу же отправился в поход против французов. Был ранен под Фридландом и награждён орденом Святой Анны 3-й степени. Долголетний его журнальный соратник Греч сообщал: «Хотя впоследствии он рассказывал мне о своих геройских подвигах, но, по словам тогдашних его сослуживцев, храбрость не была в числе его добродетелей: частенько, когда наклевывалось сражение, он старался быть дежурным по конюшне. Однако он был сильно ранен в живот при Фридланде». В 1808 году участвовал в шведской кампании.
За одну из сатир на шефа полка великого князя Константина Павловича несколько месяцев провёл под арестом в Кронштадтской крепости; 23 августа 1810 года был отправлен в Ямбургский драгунский полк, но и здесь не ужился: из-за некой скандальной истории на «романтической подкладке» был плохо аттестован и, будучи подпоручиком, 10 мая 1811 года был отставлен от службы в чине поручика. Отправился вместе с графом Кинсона в Польшу.

В Варшаве вступил в созданные Наполеоном войска герцогства Варшавского — после Тильзитского мира (1807) Франция была союзным Российской империи государством. В составе Надвислянского легиона воевал в Испании. В 1812 году участвовал в походе на Россию в составе 8-го полка польских улан 2-го пехотного корпуса маршала Удино, был награждён орденом Почётного легиона (факт известен с его слов, документально не подтверждается), получил чин капитана. В 1813 году был в сражениях при Бауцене и под Кульмом. В 1814 году сдался в плен прусским войскам и был выдан России.
Говоришь: за бочку рома!

Незавидное добро!

Ты дороже, сидя дома,

Продаёшь своё перо.
Не то беда, что ты поляк:

Костюшко лях, Мицкевич лях!

Пожалуй, будь себе татарин, –

И тут не вижу я стыда;

Будь жид – и это не беда;

Беда, что ты Видок Фиглярин.
Россию продает Фаддей

Не в первый раз, как вам известно.

Пожалуй, он продаст жену, детей,

И мир земной, и рай небесный,

Он совесть бы продал за сходную цену,

Да, жаль, заложена в казну.
В 1812 году воевал на стороне Наполеона. Сам Булгарин оправдывался тем, что вступил во французскую армию до 1812 года, в то время, когда согласно Тильзитскому миру Франция была союзницей России.
По окончании войны союзников против Наполеона вернулся в Варшаву. В 1816 году был в Санкт-Петербурге, затем переехал в Вильну. Управлял близлежащим имением своего дяди и начал публиковаться (в основном анонимно на польском языке) в виленских периодических изданиях «Dziennik Wileński», «Tygodnik Wileński», «Wiadomości Brukowe». Интенсивно общался с местными либеральными польскими литераторами и преподавателями Виленского университета, входившими в Товарищество шубравцев («бездельников»; 1817—1822). В январе 1819 года Булгарин стал даже его почётным членом; после отъезда из Вильны поддерживал с шубравцами тесные контакты.
В 1819 году Булгарин окончательно поселился в Санкт-Петербурге, завёл связи в столичных литературных кругах, познакомился с Н. М. Карамзиным (1819), Н. И. Гречем (1820), К. Ф. Рылеевым, А. А. Бестужевым и Н. А. Бестужевым, В. К. Кюхельбекером, А. С. Грибоедовым, А. О. Корниловичем.
В Санкт-Петербурге развернулась его литературная и издательская деятельность.
Поддерживал дружеские отношения с А. С. Грибоедовым, которого изобразил в образе Талантина на страницах фельетона «Литературные призраки» (1824) — любопытного источника сведений о воззрениях драматурга. С Грибоедовым была близка и жена Булгарина Елена, что породило версию об их романе.
В феврале 1824 года Пушкин писал Булгарину: «Вы принадлежите к малому числу тех литераторов, коих порицания или похвалы могут быть и должны быть уважаемы».
Но уже в том же 1824 году Булгарин резко изменил взгляды с либеральных на реакционные, хотя говорят, что 14 декабря 1825 года его видели в толпе зрителей на Сенатской площади кричащим «Конституции!». Несмотря на обещания Рылеева отрубить Булгарину голову в случае победы декабристов, после разгрома восстания Булгарин по просьбе Рылеева спрятал его архив и тем спас А. С. Грибоедова и многих других, на которых в этом архиве имелись компрометирующие материалы. После поражения декабристов с созданием III отделения Собственной Его Императорского Величества канцелярии сотрудничал с ним, даже украл для своего романа «Дмитрий Самозванец» идеи трагедии Пушкина «Борис Годунов», с которой мог познакомиться только как сотрудник охранки, чем заслужил с лёгкой руки догадавшегося об этом А. С. Пушкина (которого критиковал за поэму «Гавриилиада», отсутствие патриотизма и воспевание «воров» (казаков и разбойников) и «жидов» (поэма Пушкина «Цыганы»)) репутацию осведомителя:
Он производил впечатление малого умного, любезного, веселого и гостеприимного, способного к дружбе и искавшего дружбы людей порядочных. Однако не пренебрегал знакомством и милостями людей влиятельных: сошелся с Магницким, Руничем, с приближенными Аракчеева, пролез и к нему самому. Разразилось 14 декабря. Булгарин сильно перетрусил: он водил знакомство со многими из декабристов — Рылеевым, братьями Бестужевыми, Кюхельбекером. Все меры стал принимать, чтобы доказать свою непричастность. На запрос полиции описал приметы бежавшего Кюхельбекера „так умно и метко“, что по ним узнали и арестовали беглеца. Донес на племянника своего, молодого офицера Демьяна Искрицкого. Явился к нему журналист Орест Сомов, заявил, что бежал из Петропавловской крепости, и просил спасти. Булгарин запер его на ключ у себя в кабинете, помчался в полицию и сообщил о своем госте. Оказалось, однако, что Сомов просто подшутил над Булгариным. Он действительно был арестован и сидел в крепости, но выпущен „без последствий“. За такую шутку Сомов отсидел три дня в крепости.
26 сентября 1825 года взял в жёны лютеранку Елену Ивановну фон Иде.

Согласно российским законам Булгарин как поляк, воевавший в составе наполеоновской армии против русских, должен был быть направлен на службу в казачьи войска; исключение из этого правила в случае Булгарина могло объясняться только высочайшим повелением. Несмотря на это, он позволял себе фронду: напечатал в своей газете отрицательную рецензию на патриотический роман «Юрий Милославский» и был за это по личному распоряжению царя 30 января 1830 года посажен на гауптвахту в ожидании направления в казаки; газета его была закрыта. Но уже к новому 1831 году в разгар Польского восстания он получил третий бриллиантовый перстень от государя (за «Ивана Выжигина») с письмом Бенкендорфа, в котором подчёркивалось высочайшее покровительство Булгарину и разрешалось сообщить об этом: 
При сем случае государь император изволил отозваться, что его величеству весьма приятны труды и усердие ваше к пользе общей и что его величество, будучи уверен в преданности вашей к его особе, всегда расположен оказывать вам милостивое своё покровительство.

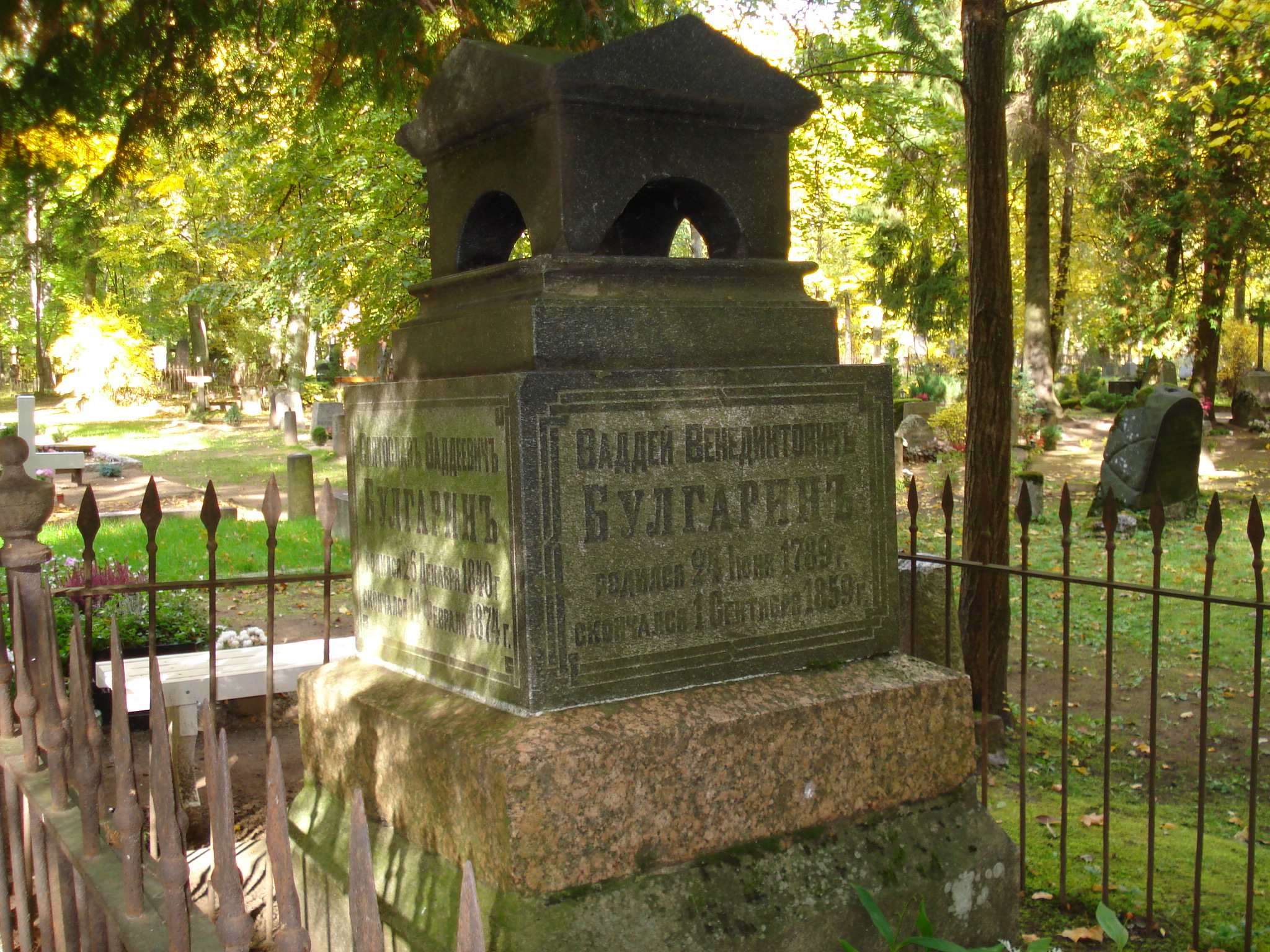
Могила Ф. В. Булгарина

Купив имение Карлово под Дерптом в 1828 году, Булгарин проводил здесь каждое лето, а в 1831—1837 годах жил постоянно. Много писал о здешнем крае в своих изданиях, также сообщал о местных обстоятельствах в III отделение.
Был прихожанином Дерптского римско-католического прихода Университетской церкви.
Похоронен в Дерпте на кладбище Раади.

## Оценки деятельности и личности
Все говорят: он Вальтер Скотт,

Но я, поэт, не лицемерю:

Согласен я, он просто скот,

Но что он Вальтер Скотт — не верю.
Не страшитесь с ним союза,

Не разладитесь никак:

Он с французом — за француза,

С поляком — он сам поляк,

Он с татарином — татарин.

Он с евреем — сам еврей,

Он с лакеем — важный барин,

С важным барином — лакей.

Кто же он? Фаддей Булгарин,

Знаменитый наш Фаддей.
Биография Булгарина, служившего у Наполеона, а затем ставшего сторонником реакционной политики и агентом Третьего отделения, была предметом обсуждения в русском обществе и многочисленных эпиграмм.
Многолетний сотрудник и друг Булгарина Греч отзывался о нём так: «В Булгарине скрывалась исключительная жадность к деньгам, имевшая целью не столько накопление богатства, сколько удовлетворение тщеславия; с каждым годом увеличивалось в нём чувство зависти, жадности и своекорыстия… Я приписываю странности и причуды Булгарина его воспитанию, обстановке и последовавшим обстоятельствам его жизни, но в самой основе его характера было что-то невольно дикое и зверское. Иногда вдруг, ни с чего или по самому ничтожному поводу, он впадал в какое-то исступление, сердился, бранился, обижал встречного и поперечного, доходил до бешенства. Когда, бывало, такое исступление овладеет им, он пустит себе кровь, ослабеет и потом войдет в нормальное состояние. Во время таких припадков он действительно казался сумасшедшим и бешеным, и было бы несправедливо винить его за то: это были припадки болезни нрава, уступавшие механическим средствам, то есть кровопусканию. Когда я убедился в возрастании недружелюбия, зависти и злобы в Булгарине, надобно было бы расторгнуть нашу связь, но от неё зависело благосостояние моего семейства. Я сносил с терпением все его причуды, подозрения и оскорбления, но нередко выходил из терпения: так, в 1853 году не мог не восстать против него всенародно, вследствие его жалкого и подлого идолопоклонства перед музыкантом А. Контским. Потом поступил он со мной бесчестно и открыл всю глубину своей души. Между тем он впал в болезнь, и я не мог ничего сделать».

## Литературная деятельность

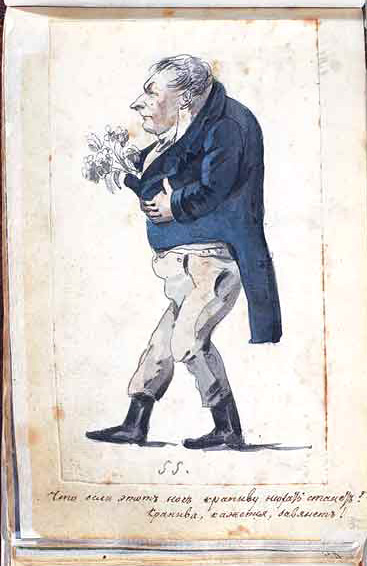
Неизвестный художник. Карикатура на Ф. В. Булгарина.
Надпись: «Что если этот нос крапиву нюхать станет? / Крапива, кажется, завянет!»

Первая известная публикация Булгарина в Санкт-Петербурге появилась в газете на польском языке «Ruski inwalid czyli wiadomości wojenne» (польская версия «Русского инвалида»; 1817—1821) в конце 1819 года: «Bitwa pod Kulmem 30 sierpńia 1813, wyjatek z pamiętnika polskiego oficera Tadeusza B.» («Битва под Кульмом 30 августа 1813 г., отрывок из воспоминаний польского офицера Тадеуша Б.»).
В 1820 году появились первые публикации Булгарина на русском языке (обозрение польской словесности в «Сыне отечества»), вступил в Вольное общество любителей словесности, наук и художеств.
На первых порах активно пропагандировал польскую культуру, писал статьи по истории и литературе Польши, переводил польских авторов.
Участвовал в выпусках альманаха «Полярная звезда». Писал статьи, военные рассказы, путевые записки, очерки, сказки, исторические повести и романы, фельетоны. Вершина литературной карьеры Булгарина — роман «Иван Выжигин» (Санкт-Петербург, 1829), который стал первым в России бестселлером (всего роман купили около 7 тыс. человек). Роман стал предшественником «Мёртвых душ», «Двенадцати стульев» и других русских романов, ориентированных на традицию плутовского романа. Роман «Иван Выжигин» был настолько популярен, что по желанию читателей Булгарин написал его продолжение — «Пётр Иванович Выжигин» — о войне 1812 года (Санкт-Петербург, 1831). Именно завистью к своему успеху у читающей публики он объяснял враждебность Пушкина, Лермонтова и многих других писателей. Роман в том же году был переведён на иностранные языки.
Фантастически-утопический очерк Булгарина «Правдоподобные небылицы, или Странствования по свету в двадцать девятом веке» (1824) считается первым в русской литературе описанием путешествия во времени. Во время путешествия на ялике в Кронштадт герой оказывается в будущем городе Надежин на мысе Шелагский. Его поражают самодвижные повозки без лошадей и «чугунные жёлобы мостовой». Местный профессор на русском языке объясняет, что на дворе 15 сентября 2824 года. Полярные области стали обитаемыми, а в Африке поселился мороз. Модным языком аристократии стал арабский. В мире будущего герой угощается щами, гречневой кашей и огуречным рассолом, а также видит чай, кофе и шоколад. Для сообщения с дальними странами используются «воздушные дилижансы» в форме аэростатов с паровыми машинами. Герой видит учения, в которых солдаты спускаются с аэростатов на парашютах и стреляют из «самопалов». Он узнает о «подводных судах», изобретенных ещё Фултоном. В городе находятся представители Ашантской империи и эскимосский принц. Герой принимает приглашение эскимосского принца и на корабле плывет в столицу Полярной империи, где удивляется стеклянным домам. Особый интерес представляет «сочинительная машина» в виде органа с кузнечными мехами, ящиками, пружиной, шахматной доской и костями домино со словами.
Булгарин написал также большое собрание воспоминаний.
При советской власти отдельных изданий писателя не было. С начала 1990-х годов произведения Ф. В. Булгарина вновь широко издаются в России.

## Издательская деятельность
Особенно известен как предприимчивый издатель. Создатель первого в России театрального альманаха «Русская Талия» (1825), где опубликовал отрывки «Горя от ума» Грибоедова (первая публикация).
В 1822—1829 годах издавал журнал «Северный архив» (с 1825 года — совместно с Н. И. Гречем) и выпускаемые в качестве приложения к нему «Литературные листки» (1823—1824), в 1825—1839 годах — соредактор и соиздатель Греча по журналу «Сын отечества», с 1829 года объединённого с «Северным архивом» и выходящего под названием «Сын отечества и Северный архив».
Наибольшую известность приобрёл как редактор-издатель первой частной российской политической и литературной газеты «Северная пчела», которую (вместе с Гречем) издавал с 1825 года до конца жизни.

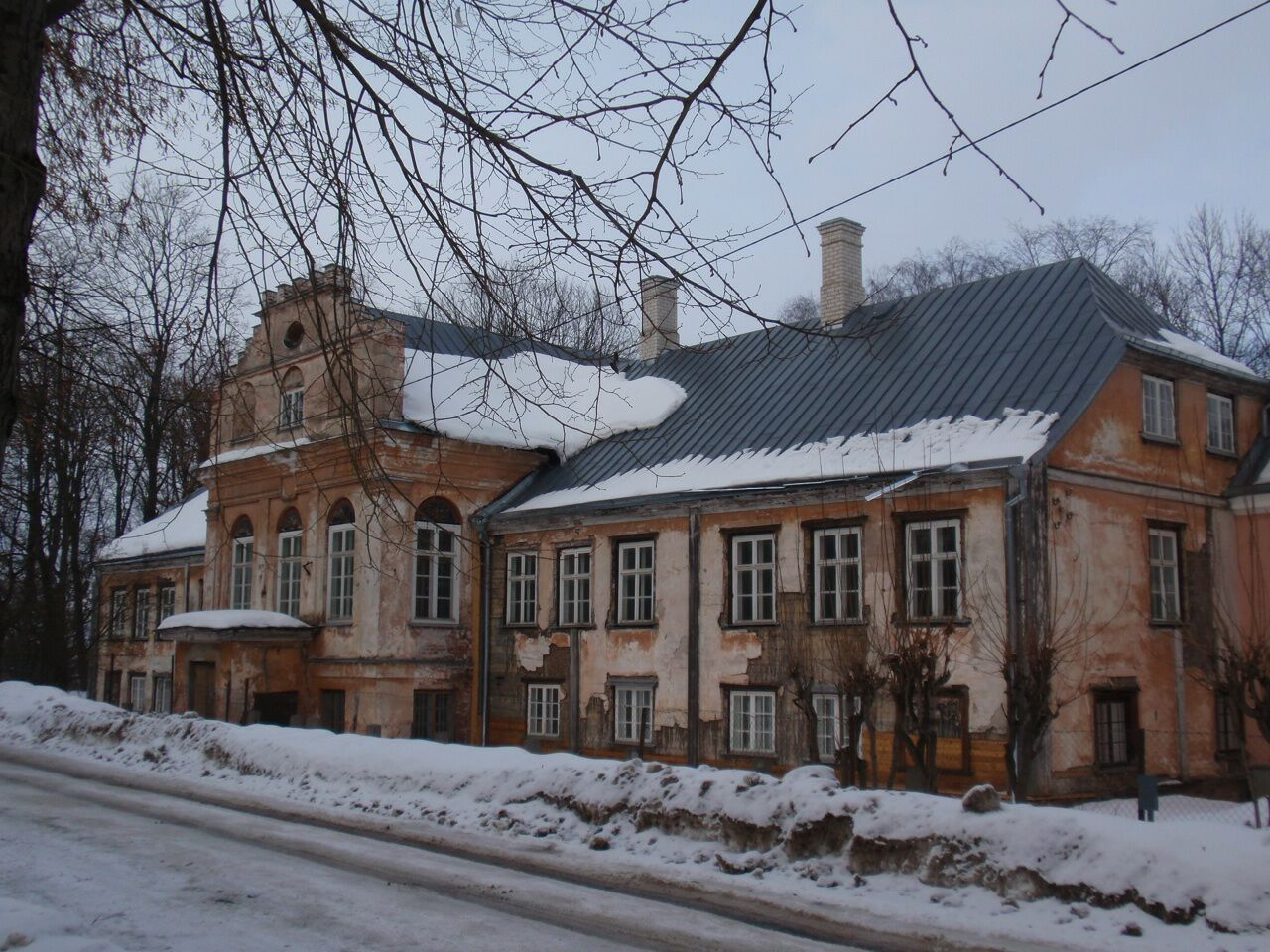
Имение Карлово

Несмотря на успешную и плодотворную издательскую деятельность, Ф. В. Булгарин и «Северная пчела» в наши дни поминаются по большей части в связи с развернувшейся в этой газете травлей Пушкина. Интересно, что грубые издевательства Булгарина над происхождением Пушкина (при этом он не называл его по имени, но прозрачно намекал на прадеда-арапа) не прошли мимо внимания императора. Прочитав булгаринский фельетон, Николай I написал Бенкендорфу: «Вы можете сказать от моего имени Пушкину, что… столь низкие и подлые оскорбления, как те, которыми его угостили, бесчестят того, кто их произносит, а не того, к кому они обращены. Единственное оружие против них — презрение. Вот как я бы поступил на его месте».
Чувствовал себя человеком русской культуры и молодому Адаму Киркору советовал писать на русском языке. В то же время поддерживал связи с виленской культурной средой, переписывался с местными литераторами, выписывал альманах Киркора «Teka Wileńska».
Александр Бестужев-Марлинский в статье «Взгляд на старую и новую словесность в России» (1823) отзывался о нём так:

Булгарин, литератор польский, пишет на языке нашем с особенной занимательностью. Он глядит на предметы с совершенно новой стороны, излагает мысли свои с какой-то военной искренностью и правдой, без пестроты, без игры слов. Обладая вкусом разборчивым и оригинальным, который не увлекается даже пылкой молодостью чувств, поражая незаимствованными формами слога, он, конечно, станет в ряд светских наших писателей.

## Адреса в Санкт-Петербурге
- 1822 — конец 1824 года — дом Котомина — Невский проспект, 18;
- конец 1824—1827 год — доходный дом Струговщикова — Вознесенский проспект, 9;
- 1829—1830 года — доходный дом Яковлева — Почтамтская улица, 4;
- 1837 год — доходный дом Ф. Д. Серапина — Царскосельский проспект, 22;
- Дом Д. Фаминицына.

## Семья[31]
- Жена Гелена фон Булгарин (ур. фон Иде) (1807—1889)[38];
- Дочь Гелена фон Александрович;
- Сын Болеслав (1832—1911);
- Сын Владислав (1834—1894);
- Сын Мечислав (1836—1862), холост;
- Сын Святослав (1840[39]—1874), холост.

### Издания
- Сочинения Фаддея Булгарина: в 3 ч. — Санкт-Петербург: Гуттенбергова тип., 1836. — Ч. 1: Повести. — 528 с.
- Сочинения Фаддея Булгарина: в 3 ч. — Санкт-Петербург: Гуттенбергова тип., 1836. — Ч. 2: Нравы и юмористика. — 513 с.
- Сочинения Фаддея Булгарина: в 3 ч. — Санкт-Петербург: Гуттенбергова тип., 1836. — Ч. 3: Юмористика; Путешествия. — 546 с.
- Полное собрание сочинений Фаддея Булгарина: в 7 т. — Санкт-Петербург: тип. Н. Греча, 1839—1844.
- Сочинения Фаддея Булгарина: в 12 ч. — Изд. 2-е. — Санкт-Петербург: тип. А. Смирдина, 1830.
- Булгарин Ф. В. Сочинения. — Москва: Современник, 1990.

## Киновоплощения
- «Глинка» (1946) — Павел Павленко;
- «Композитор Глинка» (1952) — Павел Павленко;
- «Чокнутые» (1991) — Михаил Державин.